# Mobility ADO

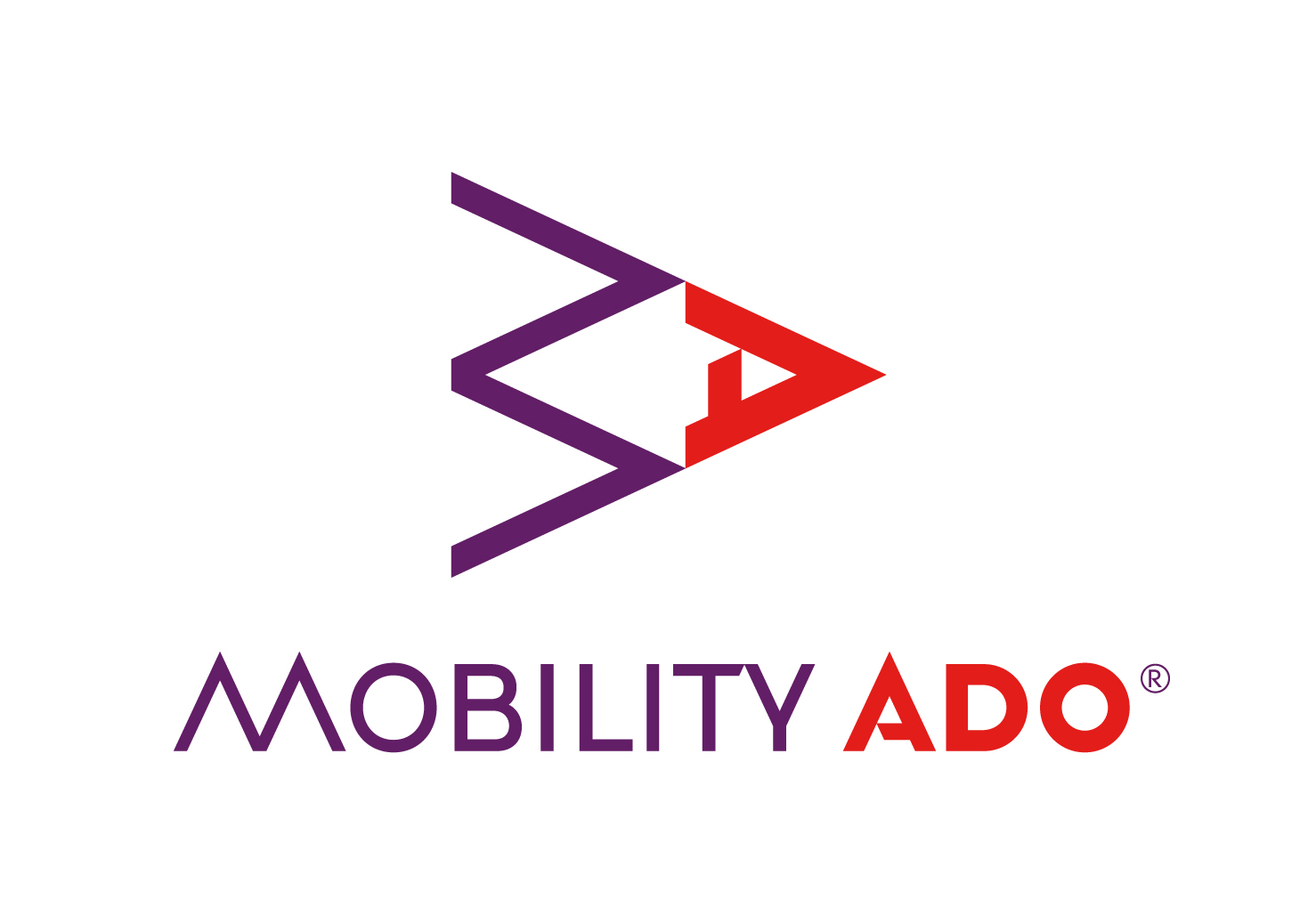
Logo von Mobility ADO

Die Mobility ADO (bis 2017 Grupo ADO) ist eine mexikanische Gesellschaft für Transportdienstleistungen, welche sich in den vergangenen Jahren vom überregionalen Busunternehmen zu einem internationalen Mobilitätsdienstleister entwickelt hat. Mobility ADO stellt unter anderem den Fernbusbetrieb im Süden Mexikos und Teile des Tourismus- und Nahverkehrs in Mexiko-Stadt sowie in einigen Städten Spaniens, Portugals und Guatemalas sicher. Außerdem betreibt das Unternehmen rund 450 Busterminals in verschiedenen Ländern.

## Geschichte

### Anfänge auf ersten Linien
Die Anfänge von Mobility ADO beruhen auf dem klassischen Fernbusverkehr. Ende der 1930er-Jahre gründeten Lauro Moreno Amezquita, Jose Uriarte, Severino Pérez, Rafael Bastón, Adolfo Castellanos und Aurelio Perez das Unternehmen Autobuses de Oriente (dt. Autobusse des Ostens). Am 23. Dezember 1939 wurde auf der Strecke Mexiko-Stadt–Puebla–Perote–Xalapa–Veracruz mit sechs Bussen der Betrieb aufgenommen. Lauro Moreno Amezquita startete in Mexiko-Stadt mit der ersten Fahrt um 20 Uhr und erreichte nach 10,5 Stunden und 450 Kilometern die Hafenstadt Veracruz. Eingesetzt wurden dabei Busse der Marke Beck International. Zu dieser Zeit existierten weder Busterminals noch gut ausgebaute Straßennetze. Zudem war die Nachfrage nach Busreisen gering. Ein Ticket für die Strecke kostete damals 14 Pesos.
1948 wurde die Flotte mit 32 Bussen der Marke Spartan mit einer Kapazität von 22 Personen erneuert. Die neuen Busse waren bis zu 120 Kilometer pro Stunde schnell.

### Wachstum im Busbetrieb
Das folgende Jahrzehnt war geprägt von Wachstum. Die Flotte erreichte eine Größe von 180 Bussen. Neue Busse der Marke Fitzjohn waren bereits für 32 bis 37 Passagiere (modellabhängig) ausgelegt. 1957 werden Coatzacoalcos und Villahermosa ins Streckennetz aufgenommen. Dies bedingte, dass die Busse teilweise auf Flosse verladen werden mussten, um Flüsse zu überqueren.
1971 wurde Centauros del Norte übernommen. Damit erweiterte die Mobility ADO ihr Geschäft entlang der Küste des Golfs von Mexiko gegen Norden. Mit der Akquisition stießen unter anderem die Bus-Terminals von Reynosa und Matamoros zum ADO-Streckennetz.

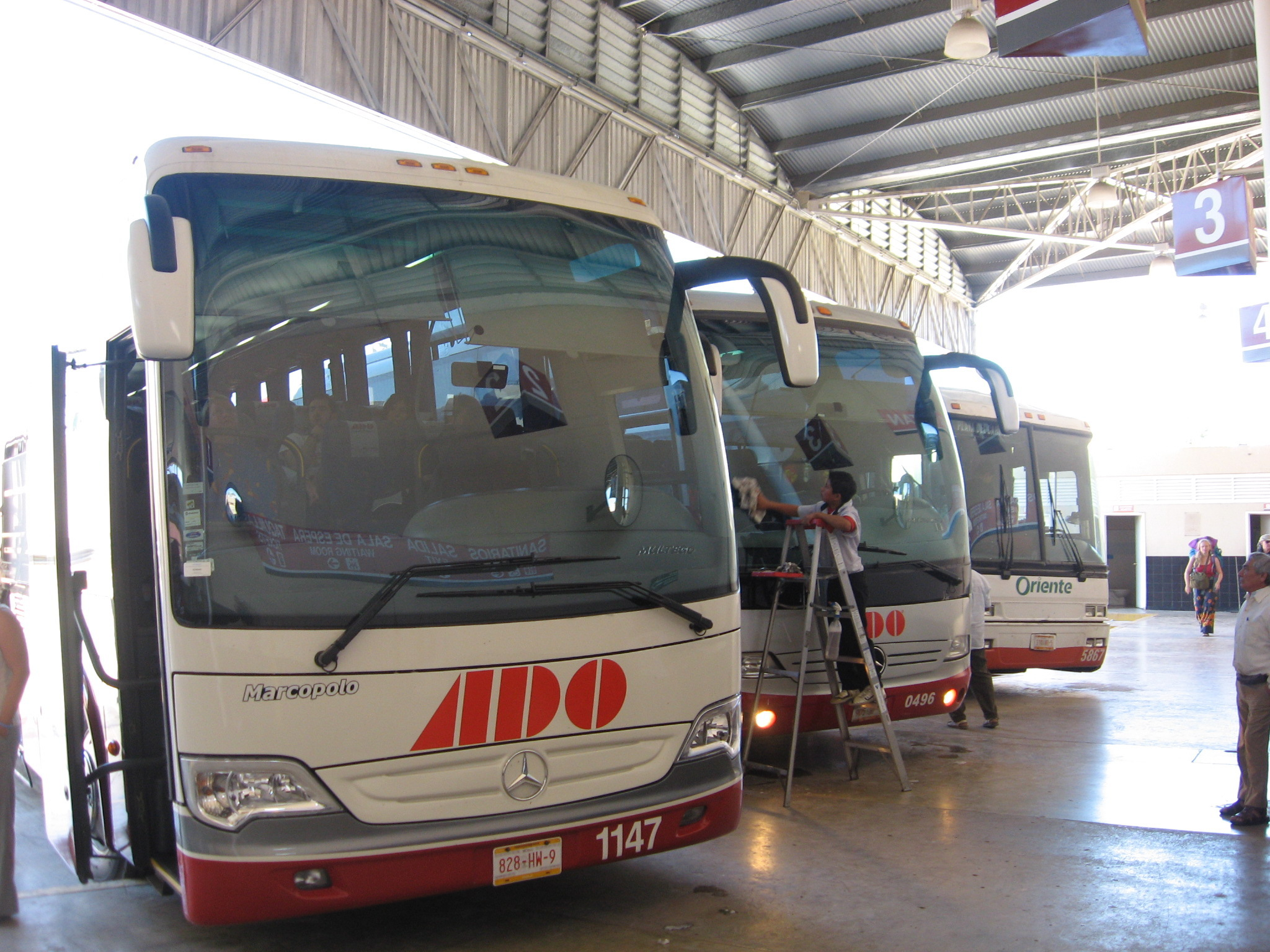
ADO-Bus des Typs Marcopolo Multego in Valladolid, Mexiko (2008)

Am 13. Dezember 1973 eröffnete in Mexiko-Stadt das Terminal Central del Norte, worüber die Mobility ADO bis heute den Verkehr nach Norden abwickelt. Gleichzeitig dient das Terminal auch für den Umstieg auf andere Buslinien gegen Norden. Im Jahre 1978 wurde im Süden von Mexiko-Stadt das Terminal TAPO erbaut und durch José López Portillo eröffnet. Bis heute ist das TAPO-Terminal in Mexiko-Stadt eines der größten ADO-Terminals. Es wickelte jährlich rund 20 Millionen Passagiere ab (2018). Außerdem wurden in den 1970er-Jahren diverse andere Terminals in Städten wie Tampico, San Cristóbal de las Casas oder Villahermosa in Betrieb genommen.
In den 1980er-Jahren war die Mobility ADO auf ein Unternehmen mit rund 1200 Bussen und 4500 Angestellten angewachsen. 1987 wurde die ADO-Flotte mit DINA Avante-Bussen erneuert und außerdem die Central de Autobuses de Puebla (CAPU) in Puebla eröffnet. Mit 28 Millionen Fahrgästen jährlich ist die CAPU ebenfalls ein äußerst stark frequentiertes Terminal.
Mit der Öffnung Mexikos wurden ab 1992 auch ausländische Bus-Modelle importiert und im Linienbetrieb eingesetzt. Ende der 1990er-Jahre wurde damit begonnen, die Fahrkartenverkäufe über den Computer abzuwickeln. Dies geschah in den Nullerjahren über die Plattform Ticketbus.com.mx.

### Entwicklung zum internationalen Unternehmen
2012 wurde die Mobility ADO mit MiEscape.mx zum vielfältigen Mobilitätsanbieter. Auf der Plattform, welche die reine Fernbusticketplattform Ticketbus ablöste, wurden fortan auch Übernachtungen, Hotels und Reisen angeboten. 2013 übernahm die Mobility ADO die spanische Grupo Avanza. Avanza gilt als wichtiger Transportanbieter in Spanien. Avanza war der erste private städtische Busbetrieb Spaniens, das erste privat operierende Unternehmen im Nahverkehr von Madrid als auch der erste private Betreiber von spanischen Busterminals. Außerdem war Avanza das zweite Unternehmen, welches auf der iberischen Halbinsel einen Fernbusverkehr anbot. Mit der Akquisition stießen rund 5400 Mitarbeiter und 2000 Fahrzeuge zur damaligen Grupo ADO. Dies ermöglichte dem Unternehmen, das Portfolio mit Nahverkehrsnetzen in Spanien und Portugal, Bahnbetrieb sowie Fahrradverleihsystemen zu erweitern. Auch übernahm Mobility ADO mit dem Kauf von Avanza auch den Betrieb der Estación Sur in Madrid.
Im selbsen Jahr wurde in Mexiko-Stadt ein neues Kontrollzentrum für den Nahverkehr in Betrieb genommen.

### Übergang zu Mobility ADO
2017 wurde die Mobility ADO zu Mobility ADO umbenannt., um die Gesamtheit der erbrachten Transportdienstleistungen hervorzuheben. 2018 wurde der neue Markenauftritt, welcher in Zusammenarbeit mit Landor Associates entwickelt wurde, der Öffentlichkeit präsentiert. In der Folge zeigte Mobility ADO auch Interesse, die Bahnprojekte Tren Maya sowie die Bahnlinie Mexiko-Toluca zu betreiben. Des Weiteren kommunizierte Mobility ADO, dass zwischen 2016 und 2018 rund 2000 Millionen Mexikanische Peso in den Unterhalt und die Erneuerung von Terminals und Bussen floss.
2018 transportierte Mobility ADO als Gruppe jährlich rund 450 Millionen Passagiere und legte 1.000 Millionen Kilometer zurück. Die Flotte umfasste 8.400 Fahrzeuge, davon rund 6.800 in Mexiko. Insgesamt beschäftigte Mobility ADO rund 26.000 Mitarbeiter.

## Fernverkehr in Mexiko
In der Mobility ADO (nicht zu verwechseln mit dem ADO-Busbetrieb, der selbst in die Mobility ADO gehört) befinden sich zahlreiche Busunternehmen unterschiedlichster Komfortklassen.

### Economy-Class-Busservice

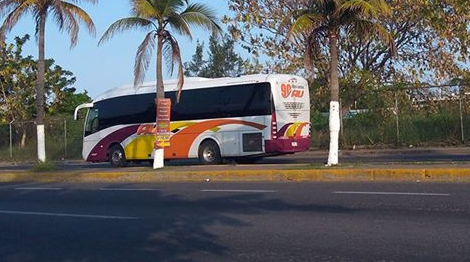
Scania Irizar i5 der AU in Veracruz (2017)

#### Estrella de Oro
Als Estrella de Oro bietet die Mobility ADO Busverbindungen in den Bundesstaaten Veracruz, México, Puebla, Oaxaca, Guerrero sowie in der Hauptstadt an. Ursprünglich als eigenständige Unternehmung gegründet, bediente Estrella de Oro ab 1924 die Strecke nach Cuernavaca und später vor allem jene ab Mexiko-Stadt an den Pazifik. Eine Fahrt nach Acapulco dauerte zu dieser Zeit rund neun Stunden.
Später diversifizierte Estrella de Oro ihre Services nach Komfort (Pluss und Diamante) und beteiligte sich auch am Bau von Bus-Terminals in diversen Ortschaften. 2007 wurde die Marke komplett in die Mobility ADO integriert. Busse von Estrella de Oro sind normalerweise mit 42 Sitzen ausgestattet. 2015 wurden 60 Prozent der Flotte erneuert und durch Modelle des Herstellers Volvo ersetzt.

#### AU/Cuenca
Mit der Marke AU werden auf dem Streckennetz der Mobility ADO vor allem kleinere Orte angefahren. Die Marke dient als Verbindung zu den größeren Zentren und als Zubringer für Verbindungsstrecken. Die Busse sind mit 44 Sitzen ausgestattet und fahren meist nicht auf direktem Weg und mit einigen Zwischenhalten an ihren Zielort. AU-Bustickets sind jeweils günstiger als jene der anderen Marken, dafür ist die Fahrzeit meist länger.
Seit Mitte der 2010er-Jahre sind nun auch AU-Busse mit Klimaanlage ausgestattet. Vorher konnten jeweils nur die Fenster zum Luftaustausch geöffnet werden. Die eingesetzten Modelle sind oft die älteren Modelle der First-Class-Services.

#### Cuenca
Cuenca wurde in den 1960er-Jahren in der Cuenca de Papaloapan, der Region um Tuxtepec, gegründet. Die mit 48 Sitzen ausgestatteten Busse bedienten bis zuletzt diverse Ziele im Streckennetz der Mobility ADO. Per 1. August 2018 wurde der Dienst der Marke Cuenca, welche Strecken der AU-Komfortklasse bediente, aufgelöst und die Strecken durch AU übernommen.

#### Texcoco
Unter dem Namen Texcoco betreibt die Mobility ADO den Busbetrieb in der Region von Texcoco de Mora. Primär werden mit Texcoco lokale Ziele sowie solche in Mexiko-Stadt angefahren. Texcoco besitzt diverse Busse für kürzere und längere Strecken.

### First-Class-Busservice
Die Mobility ADO betreibt mit diversen Marken Busdienstleistungen in der höchsten Komfortklasse.

#### ADO
Mit ADO als Grundmarke des Konzerns verbindet die Mobility ADO alle in Betrieb stehenden Terminals im Fernbusverkehr. Die dafür eingesetzten Busse sind weiß-rot beziehungsweise komplett rot lackierte Produkte der Hersteller Mercedes-Benz, Irizar oder Volvo. Sie sind standardmäßig mit 44 Sitzen in Viererreihen ausgestattet. Der Sitzabstand wird mit 77 Zentimetern angegeben. Klimaanlage und Bad gehören zum Komfort.
Mit der Submarke ADO Aeropuerto werden außerdem Direktverbindungen an den Flughafen Mexiko-Stadt oder den Flughafen Cancun angeboten. Dafür werden meist ADO-Busse eingesetzt, welche ab und zu eine spezielle ADO Aeropuerto-Lackierung aufweisen.
Seit 2014 bedient die Mobility ADO ausgewählte Strecken unter der Submarke ADO Conecta mit Mercedes-Benz Sprintern. Diese werden vor allem auf Kurzstrecken eingesetzt und sind ohne Bad ausgestattet.

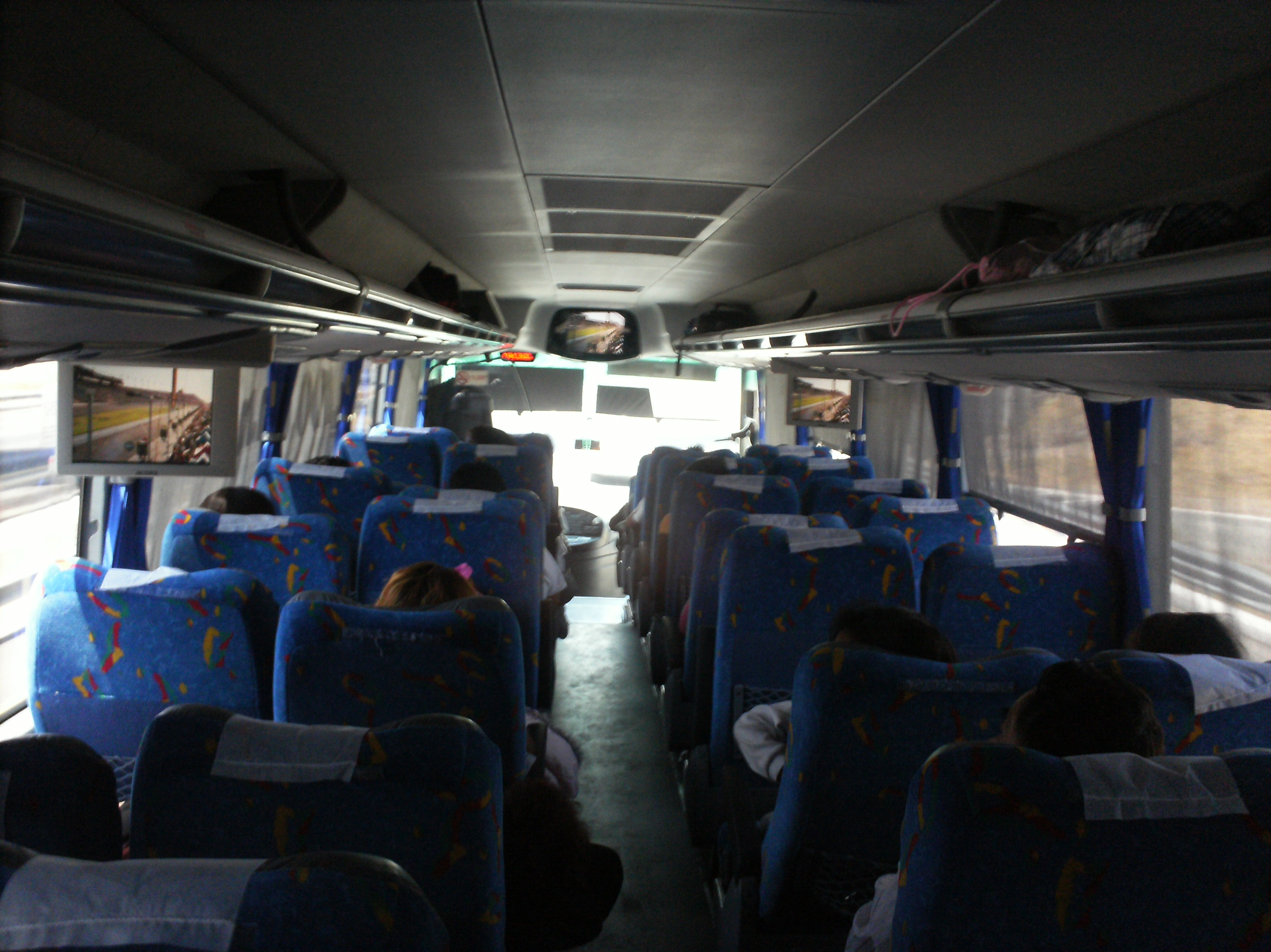
Das Innere eines ADO-Busses

#### Ómnibus Cristóbal Colón (OCC)
Die Ómnibus Cristóbal Colón (OCC) nahm ihren Liniendienst 1930 als Unión de Propietarios de Autotransportes auf der Strecke Mexiko-Stadt–Cuautla–Cuernavaca auf. Die Marke wurde 1988 in die Mobility ADO integriert und ergänzt seither das Streckennetz der Gruppe. Die Busse sind vom Komfort mit denjenigen von ADO vergleichbar.

#### ADO Grande Lujo (ADO GL)
Im März 1992 erweiterte ADO das Luxussegment. ADO GL (GL steht für Gran Lujo – großer Luxus) soll eine günstigere Alternative zu ADO Platino (damals UNO) darstellen. ADO GL-Busse sind normalerweise dreiachsige Fahrzeuge (Irizar sowie Volvo 9700 oder 9800), wobei auf schwach frequentierten Strecken auch Mercedes-Benz Sprinter eingesetzt werden. Der Komfort der Busse wird als Ejecutivo bezeichnet.
Die Marke wartet mit mehreren Bildschirmen im Innenraum auf, auf welchen während der Fahrt Filme gezeigt werden. Standardmäßig im Linienbetrieb eingesetzte ADO GL-Busse haben 40 Sitze in Viererreihen mit vergrößerter Beinfreiheit von 87 Zentimetern, getrennte Bäder für Männer und Frauen und bieten Kaffee und Getränke gegen Aufpreis an Bord an. Alle Sitze sind mit Stromanschluss ausgestattet. Die Farbgebung war früher goldfarben mit weinroten Akzenten. Neue Busse sind komplett violett lackiert.

#### ADO Platino
ADO Platino ist das Highend-Produkt der Mobility ADO im Fernbusverkehr. Die Mobility ADO erweiterte 1990 mit der damals noch Línea UNO genannten Marke ihre Dienstleistungen und stieg in die Luxusklasse ein. Ziel war es, den gleichen Komfort wie bei einer Flugreise in der First Class anzubieten (Servicio de Avión por Tierra). 2010 wurde UNO in ADO Platino umgetauft. Die Busse wurden von silbern auf blau umlackiert, wobei der höchste Komfort (Bezeichnung als Lujo) identisch blieb. Zum Einsatz kamen jahrelang Busse des Herstellers Volvo (primär das Modell 9700), wobei diese in den letzten Jahren mit Irizar (Dreiachsiges Modell i8) ersetzt wurden.
ADO Platino-Busse weisen nur drei Sitze pro Sitzreihe auf. Mit 27 Sitzen im ganzen Bus wird so mehr Komfort erreicht, wobei die Beinfreiheit mit 100 Zentimetern angegeben ist. Die Sitze sind Bettsitze mit Fußstützen, die zum Schlafen heruntergeklappt werden können. Der Sitzbereich ist vom Fahrerbereich durch eine Tür abgetrennt. Alle Sitze haben Stromanschluss und USB-Anschluss, einen berührungsempfindlichen 12-Zoll-Bildschirm (Personal Entertainment System) und einen Tisch. Die Busse sind mit getrennten Bädern, einer Kaffeeecke sowie Wi-Fi ausgestattet. Vor der Reise wird normalerweise ein Amenity bag verteilt.
Die Busse von ADO Platino fahren nur wenige Stationen des gesamten Streckennetzes des ADO-Busbetriebs an und bieten meist Direktverbindungen über lange Strecken an.

#### Pluss und Diamante
Unter Pluss und Diamante werden die Ejecutivo- bzw. Lujo-Klassen von Estrella de Oro vermarktet. Diese Klassen sind in etwa mit dem Komfort von ADO GL beziehungsweise ADO Platino vergleichbar.

### Liniennetz
Die Mobility ADO bedient mit ihren Fernbusverkehrs-Marken Orte in folgenden mexikanischen Bundesstaaten:
- Tamaulipas
- Veracruz
- Tabasco
- Hidalgo
- Campeche
- Yucatán
- Quintana Roo
- Puebla
- Tlaxcala
- Ciudad de Mexico
- Estado de México
- Oaxaca
- Chiapas
- Morelos

### Flotte

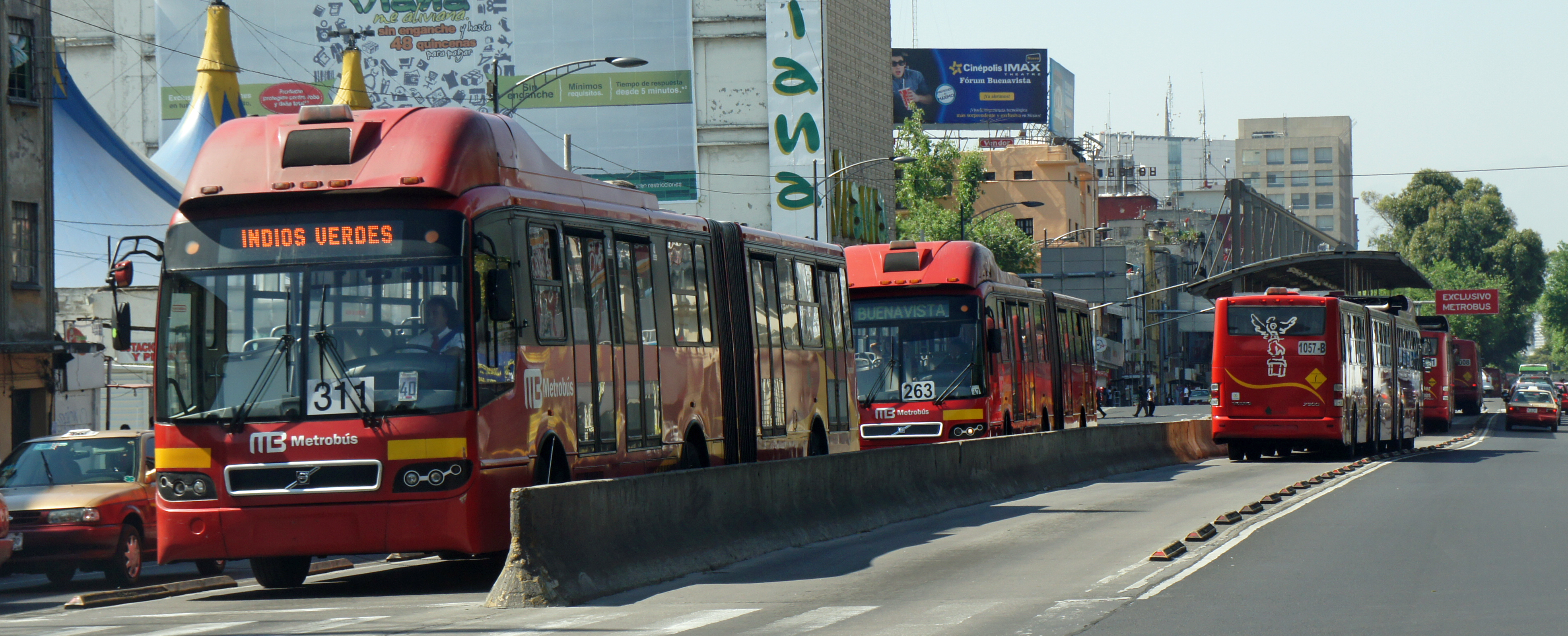
Metrobusse in Mexiko-Stadt (2014)

Während am Anfang Busse amerikanischer Hersteller (Beck, Fitzjohn, GM) eingesetzt wurden, kamen ab den 1960er-Jahren bei den Marken der heutigen Mobility ADO Busse des mexikanischen Herstellers DINA (Modelle Avante, Olímpico und Flexible „Jorobado“) zum Einsatz. Ab 1992 vor allem durch Modelle von Mercedes-Benz (Marco Polo), Volvo (beispielsweise Carrus 7550) oder Busscar abgelöst. Zeitweise wurden auch doppelstöckige Modelle von Busscar auf ADO-Linien eingesetzt.
AU, beispielsweise, operierte je nach Linie mit Scania Irizar i6, Volvo 9700 TX, Busscar VistaBuss Elegance 360 oder Marcopolo Multego FL, Marcopolo Allegro, Scania Irizar i5 sowie teilweise auch Volksbus.
Heute nutzt die Mobility ADO je nach Marke zwei- sowie dreiachsige Busse der Marken Mercedes-Benz, Irizar oder Volvo, die je nach Submarke in eigenen Farben gehalten sind.

## Nahverkehr in Mexiko
In Mexiko-Stadt operiert Mobility ADO mit 64 Fahrzeugen die Linie 3 des Metrobus. In Puebla betreibt das Unternehmen außerdem die Linie 2 im Nahverkehr.

## Verkehr in Spanien und Portugal

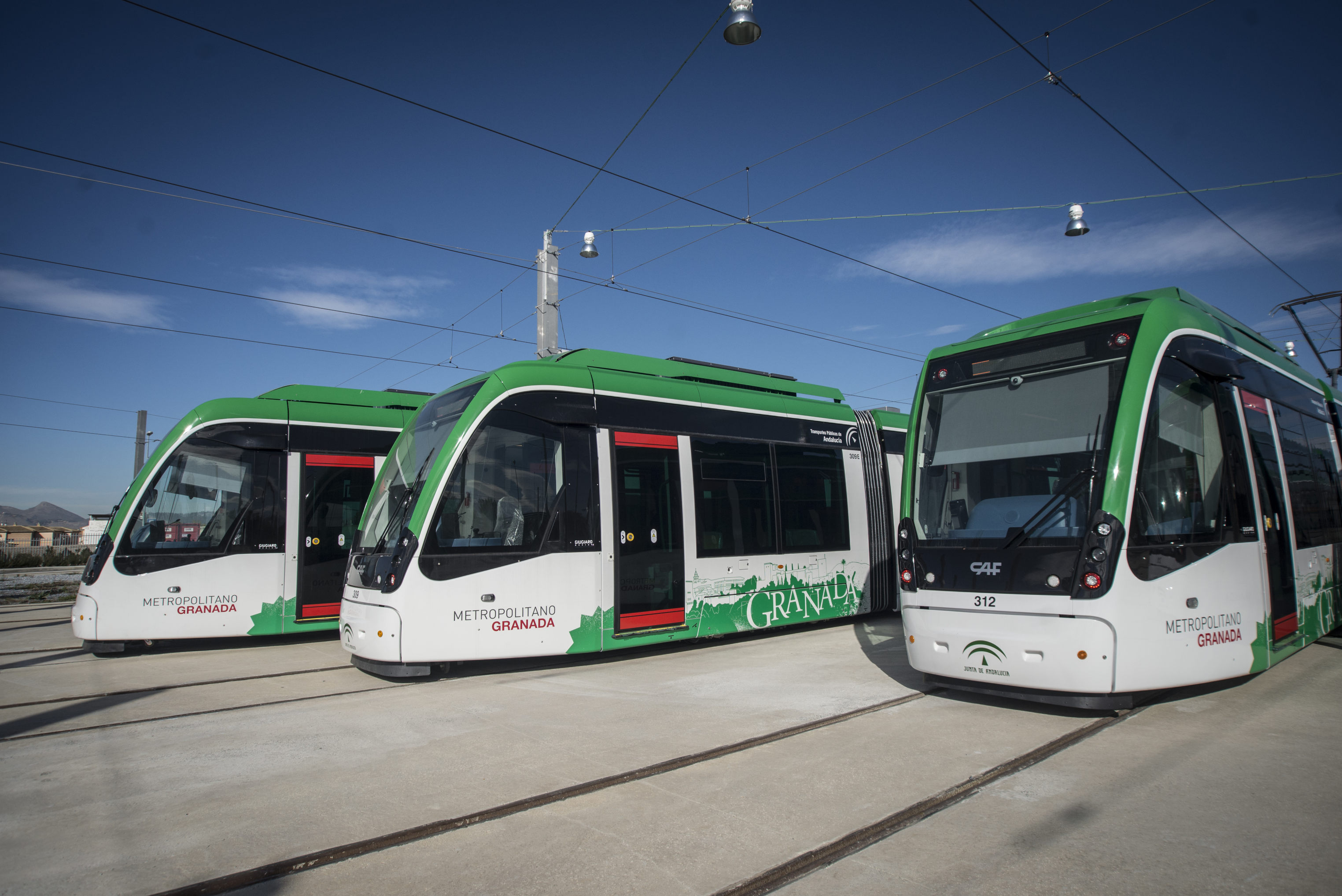
Straßenbahnen in Granada

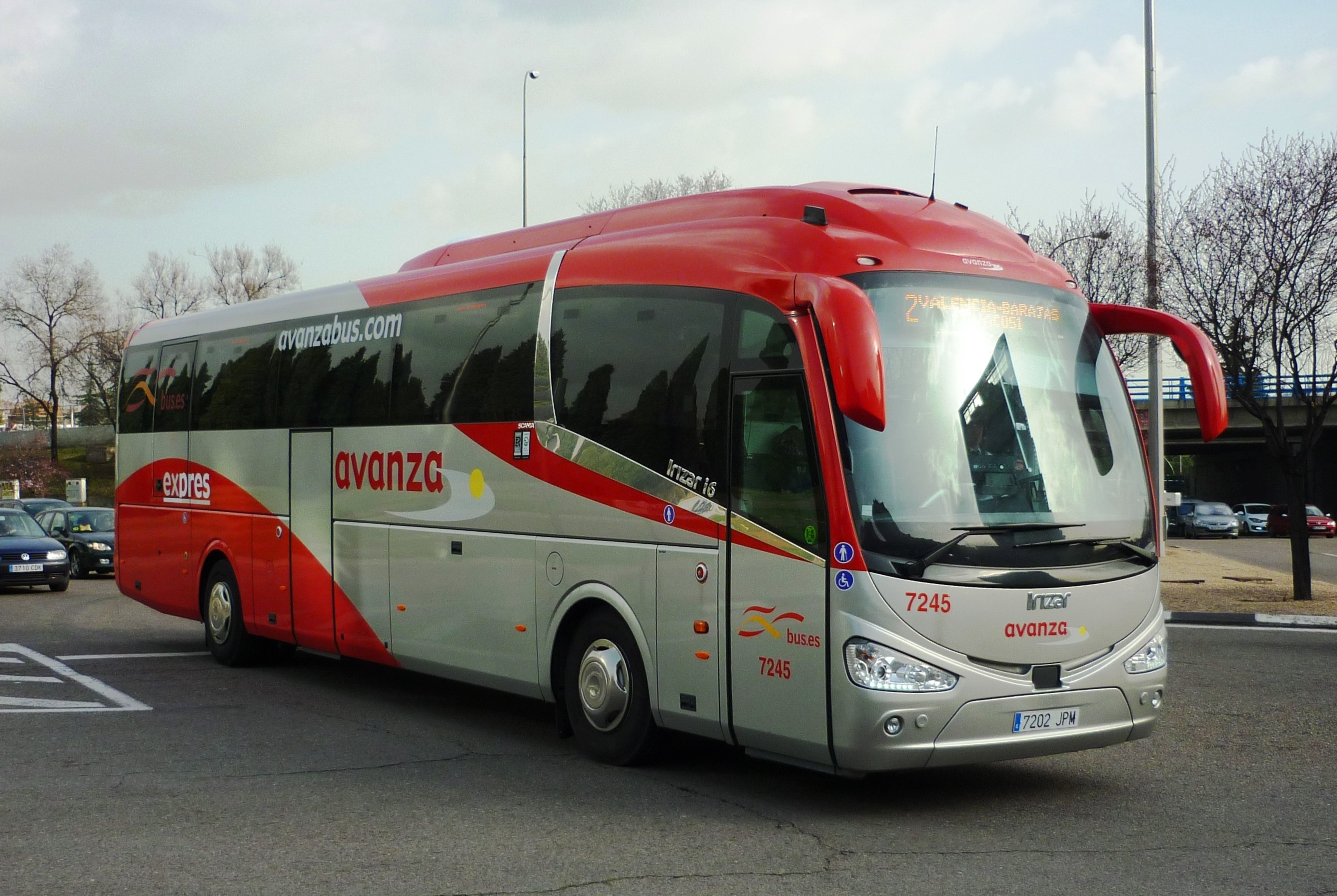
Avanza-Fernbus in Spanien (2017)

Unter der Marke Avanza betreibt Mobility ADO diverse öffentliche Verkehrsnetze in Spanien und Portugal. So ist Avanza der Betreiber der Straßenbahn von Saragossa und der Metro von Granada. In Madrid, Andalusien, Aragonien, Alicante sowie Salamanca betreibt Avanza außerdem Nahverkehrsnetze.
Im städtischen Verkehr betreibt Avanza den Busbetrieb in folgenden spanischen Ortschaften: Vigo, Ourense, Ávila, Segovia, Soria, Saragossa, Huesca, Sabiñánigo, Fraga (Huesca), Rubí, Terrassa, Mataró, Villajoyosa, Benidorm, Cercedilla, Guadarrama, Pozuelo de Alarcón, Majadahonda, Coslada, San Fernando de Henares, Getafe, Parla, Sanlúcar de Barrameda, Marbella, Torremolinos, Benalmádena, Elche, Torrevieja, Guardamar del Segura und Orihuela. Bis 2018 war Avanza außerdem in Talavera de la Reina tätig. In Portugal führt Avanza den Busbetrieb in Vila Real sowie Covilhã.
Im Fernbusverkehr betreibt Avanza in Spanien und Portugal per 2019 folgende Linien:
- Madrid–Salamanca–Vigo
- Badajoz–Madrid–Valencia
- Ayamonte–Barcelona–Santa Coloma
- Madrid–Segovia

Schließlich betreibt Avanza auch das Fernbus-Temrinal Estación Sur von Madrid und zahlreiche weitere Busterminals in Spanien und Portugal.

## Charterservice
Mit der Fußball-Weltmeisterschaft 1970 begann man bei ADO, Charterbusse anzubieten. 1976 standen 15 Busse speziell nur für den Charterservice im Einsatz. 1985 begann man dann offiziell unter dem Namen Autotur, Busse inkl. Chauffeur für Ausflüge und Klassenfahrten zu vermieten. Während man früher noch Dina-Busse benutzte, werden heutzutage vor allem Irizar-Busse eingesetzt.

## Paketdienst

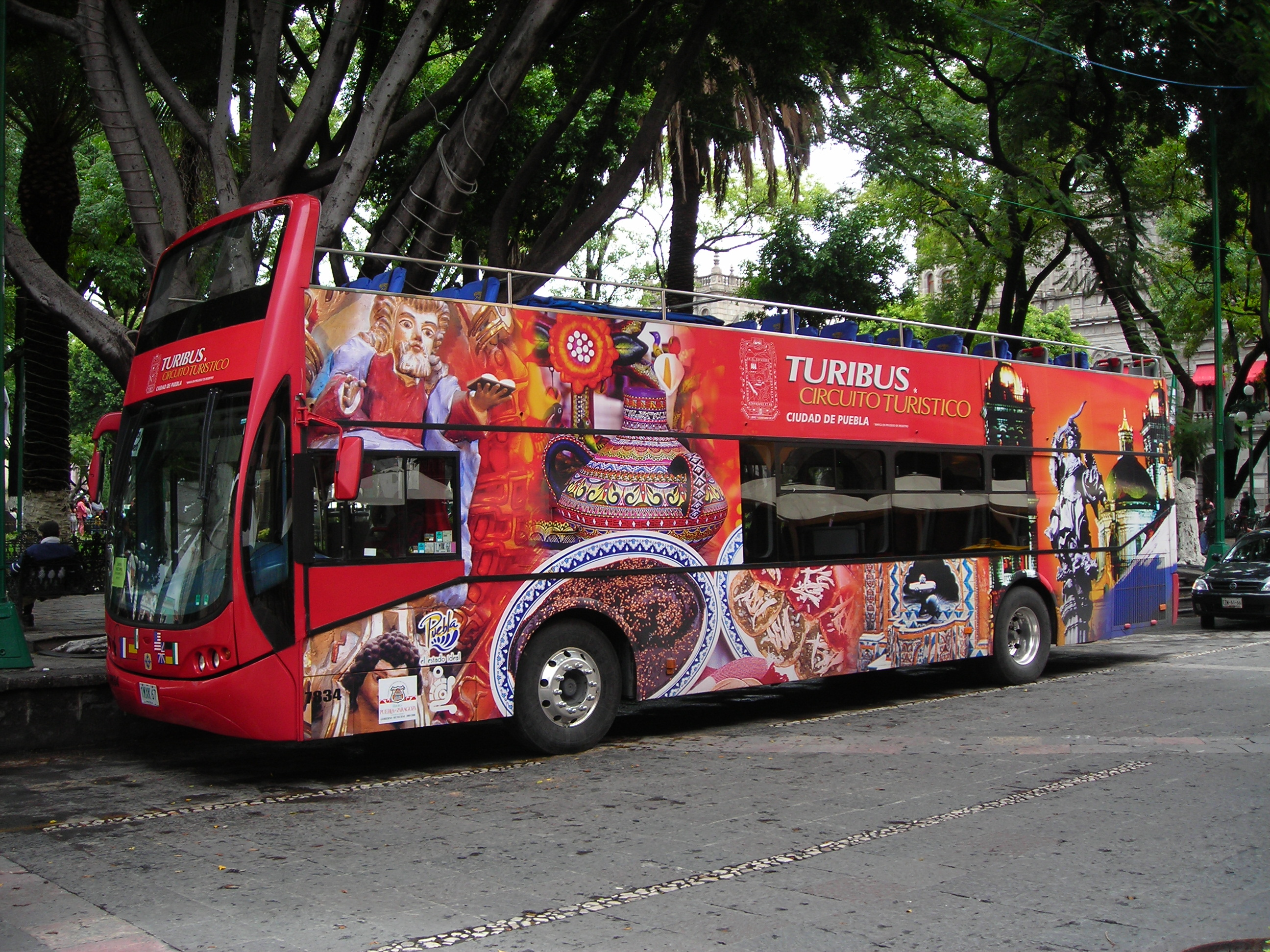
Turibus in Mexiko-Stadt

Unter dem Namen Multipack bot Mobility ADO seit 1994 einen Paketdienst an, der seit 1996 national operierte. Dieser ist per 2018 nicht mehr verfügbar.

## Weitere Marken
Unter der Marke Turibus bietet die Mobility ADO seit dem Jahr 2000 Bustouren durch Mexiko-Stadt an. Die doppelstöckigen Busse sind im oberen Geschoss offen und bieten so einen uneingeschränkten Blick auf die Sehenswürdigkeiten der Stadt. Zur Erklärung dieser wird ein Audioguide in acht Sprachen angeboten.
Turisky ist das Pendant für Sightseeingtouren aus der Luft, angeboten durch die Mobility ADO in Teotihuacán.
Parallel dazu werden unter der Marke Turitour auch Eintagestouren angeboten. Mobility ADO greift dabei auf die umfangreiche, eigene Busflotte zurück.